# Гонтаровка
Гонтаро́вка, ранее Дми́триевка (укр. Гонтарівка), село,
Гонтаровский сельский совет,
Волчанский район,
Харьковская область, Украина.
Код КОАТУУ — 6321682001. Население по переписи 2001 г. составляет 356 (163/193 м/ж) человек.
Является административным центром Гонтаровского сельского совета, в который, кроме того, входят сёла
Дедовка,
Паськовка,
Радьково,
Середовка,
Томаховка,
Широкое и
посёлок Вишнёвое.

## Географическое положение
Село Гонтаровка находится в балке Малицын Яр, в которой берёт начало река Хотомелька, по обеим её берегам.
На расстоянии в 1 км расположены сёла Радьково и Широкое.

## История
- 1796 — основано село Дмитревка.
- 1918 — переименовано в село Гонтаровка.
- В 1940 году, перед ВОВ, в Гонтаровке было 127 дворов, сельсовет, почта, мукомольный завод, кирпичный завод.[1]

## Экономика
- В селе были молочно-товарная ферма, машинно-тракторные мастерские.
- Исследовательское хозяйство «Гонтаровка».

## Объекты социальной сферы
- Школа.

## Достопримечательности
- Братская могила советских воинов.